# شيلا كاسيدي
شيلا كاسيدي (بالإسبانية: Sheila Cassidy)‏ هي طبيبة تشيلية، ولدت في 18 أغسطس 1937 في Cranwell ‏ في المملكة المتحدة.